# Музичний фестиваль П. І. Чайковського

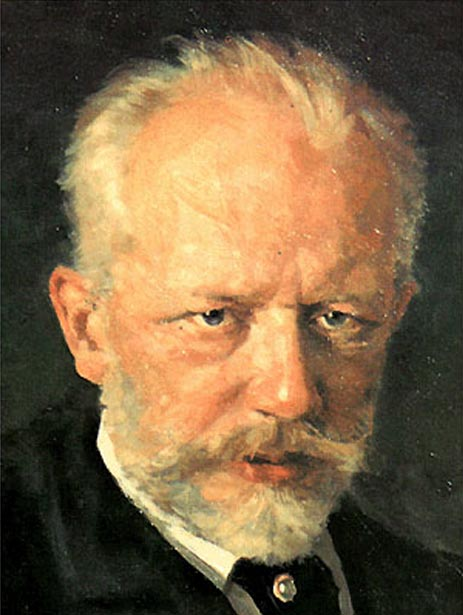
Чайковський Петро Ілліч

Музи́чний фестива́ль П. І. Чайко́вського — музичний фестиваль, присвячений дню народження Петра Чайковського, який щорічно проводиться в удмуртському місті Воткінську, Росія. Вперше фестиваль був проведений 6 травня 1958 року. Проводиться на початку травня під егідою Міністерства культури Удмуртії. З 2008 року має статус міжнародного.
Фестиваль є досить значним дійством в культурному житті республіки в цілому та міста вчасності, він завоював прихильність всіх шарів населення Удмуртії. Найголовнішим досягненням є те, що він привчає глядачів до симфонічної музики. У фестивалі завжди беруть участь найкращі виконавці та професійні колективи Удмуртії та Росії. Заснування фестивалю збіглося з початком проведення у Москві одного з найпрестижніших міжнародних конкурсів — Конкурсу молодих музикантів імені П.І.Чайковського. Саме тому доброю традицією є обов'язкова участь лауреатів московського конкурсу в концертах фестивалю на батьківщині Чайковського. Першими музикантами цього конкурсу стали Марк Лубоцький, Валерій Климов, Віктор Пікайзен, Лев Власенко та Наум Штаркман.
На фестивалі систематично брали участь відомі композитори В.Климов, Н.Штаркман, Л.Власенко, В.Жук, Е.Грач, К.Лісовський, Н.Охотников, Е.Вірсаладзе, В.Овчинніков, В.Кастельський, А.Севидов, М.Плетньов. Вони виступали в концертах з Московським симфонічним оркестром, яким керувала народна артистка СРСР та Удмуртської АРСР, диригент Вероніка Дударова. Вперше вона виступила на фестивалі в 1961 році. Традицією фестивалю стали також виступи солістів Державного академічного Большого театру. Леокадія Масленникова та Євгеній Бєлов були першими, хто виступили на фестивалі. В різні роки тут виступали В.Борисенко, М.Міглау, О.Іванов, Ю В.Атлантов, Т.Мілашкин, Ю.Мазурок, М.Касрашвілі, М.Лієпа, Ю.Гуляєа, В.Мальченко, І.Пяткин, Г.Черноб, А.Ведерников, І.Архіпова, Є.Образцова.
За роки існування у фестивалі взяли участь композитор та солісти різних народів світу — росіяни, українці, киргизи, татари, удмурти. На сьогодні в рамках фестивалю беруть участь провідні музичні колективи Удмуртії — Державний симфонічний оркестр Удмуртії, Державний оркестр духових інструментів Міністерства культури Удмуртії, Державний театр опери і балету Удмуртії, хорові колективи, Державний ордена Дружби народів академічний ансамбль пісні і танцю «Італмас». В історію увійшли творчі зустрічі з композиторами Удмуртії — Г.Корепановим, Г.Корепановим-Камським, О.Корепановим, Є.Кописовою, Ю.Болденковим, Ю.Толкачем. В останні роки в концертах фестивалю беруть участь відомі зарубіжні виконавці, так в 2006 році в супровоі Державного симфонічного оркестру Удмуртії виступила лауреат численних міжнародних конкурсів, італійська оперна зірка, солістка театру «Ла Скала» К'яра Таїджи.